# Lézarde (Guadeloupe)
Pour les articles homonymes, voir Lézarde.
La Lézarde est un fleuve côtier situé sur l'île de Basse-Terre, en Guadeloupe, et qui se jette dans la mer des Caraïbes à Petit-Bourg.

## Géographie
Le cours d'eau doit son nom du chemin qu'elle emprunte en serpentant entre la roche et la forêt tropicale.[réf. nécessaire]
Longue de 25,5 kilomètres, c'est un des cours d'eau les plus importantes de Guadeloupe, qui coule uniquement sur le territoire de la commune de Petit-Bourg. Elle prend source le long de la trace Merwart, à 564 mètres d'altitude, près du lieu-dit Les Icaques, sur les hauteurs de Petit-Bourg, franchit le saut de la Lézarde à proximité du lieu-dit de Vernou et se jette dans le Petit Cul-de-sac marin face à l'îlet à l'Anglais.

## Histoire
En août 2020, l'Office national des forêts entreprend d'importants travaux de maintenance de l'ensemble du cours de la Lézarde pour la débarrasser, sur ses rives et dans son lit, de tous les obstacles (végétaux et minéraux) pouvant entraver son écoulement naturel afin de prévenir les risques d'inondation et de crue soudaine ; les opérations de suppression des embâcles durent dix jours.